# Саломия Уджармская
Саломи́я Уджа́рмская (также Саломе́я Уджа́рмская; груз. სალომე უჯარმელი, Саломе Уджармели; арм. Սալոմե Արշակունի, Саломея Аршакуни; после 297 — около 361) — грузинская царица, святая грузинской, армянской и некоторыми другими православными церквами.

## Биография
Саломия была дочерью царя Великой Армении Трдата III. Согласно грузинской традиции, она была женой иберийского царя Рева II — сына и соправителя первого грузинского христианского царя Мириана III. Согласно армянской традиции, Саломия была женой самого́ Мириана. 
Мириан отдал Реву в управление Кахети и Кухети (исторические области в составе грузинского края Кахетия) и тот с Саломией поселились в крепости Уджарма. Там Саломия познакомилась со святой равноапостольной Ниной, которая согласно одного из житий, якобы излечила Саломию от неизлечимой болезни. Саломия одна из первых приняла христианство, а в дальнейшем она и святая Перожавра Сивнийская заботились о Нине. Также Саломия способствовала принятию христианства Мирианом и царским двором, а затем — христианизации Иберии. Перед смертью святой Нины Саломия и Перожавра записали со слов той историю её жизни.

## Почитание
Саломия канонизирована грузинской и армянской православными церквями. В месяцеслов грузинской церкви имена Саломии и Перожавры были внесены в XX веке, день памяти — 15 января, на следующий день после дня памяти святой Нины. В армянской церкви не установлено дня памяти святой Саломии, однако предположительно таким днём было 29 октября.